# N. Ceilão
N. Ceilão (wohl: „Novo Ceilão“ = Neu Ceylon) oder Macambrará ist eine Siedlung im Hinterland des Distrikts Mé-Zóchi auf der Insel São Tomé im Inselstaat São Tomé und Príncipe.

## Geographie
Der Ort liegt auf einer Höhe von ca. 1341 m etwa drei Kilometer westlich von Saudade / Nova Moca und oberhalb von Bom Sucesso.
Es ist einer der Ausgangspunkte für Wanderungen zur Lagoa Amélia.